# SN 2000dp
SN 2000dp – supernowa typu Ia odkryta 2 października 2000 roku w galaktyce NGC 1139. W momencie odkrycia miała maksymalną jasność 16,80m.